# Bosco Gurin
Bosco Gurin é uma comuna da Suíça, no Cantão Tessino, com cerca de 78 habitantes. Estende-se por uma área de 22,1 km², de densidade populacional de 4 hab/km². Confina com as seguintes comunas: Campo, Cerentino, Cevio, Formazza (IT-VB), Premia (IT-VB).
Embora pertença a um cantão de língua italiana, Bosco Gurin é o único município cujo idioma co-oficial é o alemão, em virtude de lá ter se estabelecido desde 1240 uma corrente migratória germanófona vinda do Cantão de Valais.